# Robert Vukan
Robert Vukan (* 18. August 1976) ist ein slowenischer Fußballschiedsrichterassistent.
Vukan ist mindestens seit der Saison 2012/13 Schiedsrichterassistent in der Slovenska Nogometna Liga. Seit 2013 steht er als Schiedsrichterassistent auf der Liste der FIFA-Schiedsrichter. Er war (gemeinsam mit Jure Praprotnik) langjähriger Schiedsrichterassistent von Damir Skomina bei internationalen Fußballspielen.
Als Schiedsrichterassistent von Skomina war Vukan bei vielen internationalen Turnieren im Einsatz, darunter bei der Europameisterschaft 2016 in Frankreich, beim Konföderationen-Pokal 2017 in Russland und bei der Weltmeisterschaft 2018 in Russland.